# Barbara Abart
Barbara Abart (Silandro, 18 agosto 1985) è una slittinista italiana, specializzata nello slittino su pista naturale singolo.

## Carriera
A livello juniores, Barbara Abart vanta un argento ai campionati mondiali (Kindberg 2004), mentre agli europei vanta un argento (Kreuth 2003) ed un bronzo (Kandalakša 2005).
Ha cominciato a gareggiare in Coppa del Mondo di slittino su pista naturale nella stagione 2002-2003, chiusa all'ottavo posto. Il suo miglior piazzamento in classifica generale è il quinto posto ottenuto nel 2004-2005 e nel stagione 2006-2007. Nella stagione 2005-2006 è rimasta ferma per la gravidanza e per cercare nuove motivazioni.
Ha vinto un bronzo ai campionati europei (Hüttau 2004) ed un argento ai campionati mondiali (Laces 2005).
Dopo un anno di stop, è tornata alle gare nella stagione 2006-2007, chiusa col quinto posto in classifica generale di Coppa del Mondo e col nono nel singolo e il sesto nella gara a squadre ai mondiali. Si ritirò definitivamente al termine della stagione.
È stata più volte campionessa italiana.